# Lourenço Henriques
Lourenço Henriques (4 de março de 1976) é um ator português.

## Televisão
- Massa Fresca, TVI (2016)
- Bem-Vindos a Beirais, RTP (2015)
- Os Nossos Dias II, RTP (2014)
- Água de Mar, RTP (2014)
- Jardins Proibidos, TVI (2014)
- Mulheres, TVI (2014)
- Sol de Inverno, SIC (2013)
- Música Maestro, RTP (2013)
- Destinos Cruzados, TVI (2013)
- Dancin Days, SIC (2012)
- Morangos com Açúcar, TVI (2011)
- Cidade Despida, RTP (2010)
- Camilo, o Presidente, SIC (2010)
- Lua Vermelha, SIC (2009)
- Ele é Ela, TVI (2009)
- Camilo, o Presidente, SIC (2009)
- Pai à Força, RTP (2008)
- A Outra, TVI (2008)
- Liberdade 21, RTP (2008)
- Fascínios, TVI (2008)
- Deixa-me Amar, TVI (2008)
- Chiquititas, SIC (2007)
- Vingança, SIC (2007)
- A Minha Família, RTP (2007)
- Uma Aventura, SIC (2006)
- Floribella, SIC (2006)
- Ninguém como Tu, TVI (2005)
- Lusitana Paixão, RTP (2002)
- Amanhecer, TVI (2002)
- Anjo Selvagem, TVI (2002)
- O Espírito da Lei, SIC (2001)
- telefilme "Uma Noite Inesquecível", (2001)

## Cinema
- Sei Lá, de Joaquim Leitão, (2013)
- Quarta Divisão, de Joaquim Leitão, (2012)
- telefilme "Ela por Ela", de Nuno Franco, (2011)
- E o Tempo Passa, de Alberto Seixas Santos, (2010)
- A Esperança Está Onde Menos se Espera, de Joaquim Leitão, (2008)
- Do Outro Lado do Mundo, de Leandro Ferreira, (2007)
- 20,13 , de Joaquim Leitão, (2006)